# Universidad de Novi Sad

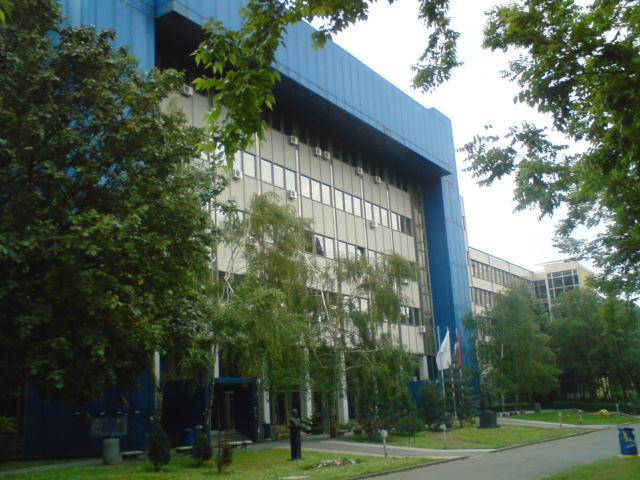
Facultad de Ciencias de la Universidad de Novi Sad.

La Universidad de Novi Sad (en serbio: Универзитет у Новом Саду / Univerzitet u Novom Sadu) es una universidad estatal fundada el 28 de junio de 1960. Su sede principal se encuentra en Novi Sad, la capital de la provincia serbia de Voivodina. En la actualidad comprende catorce facultades situadas asimismo en las ciudades de Subotica, Zrenjanin, y Sombor.

## Características
Es la segunda de las seis universidades estatales en Serbia. El principal campus tiene un área de 259.807m², el cual proporciona a la universidad un entorno agradable, que beneficia a su vez a toda la ciudad. 
Después de haber invertido considerables esfuerzos en la intensificación de la cooperación internacional y su participación en el proceso de reformas de la universidad en Europa, la Universidad de Novi Sad ha llegado a ser reconocida como una universidad orientada a la reforma en la región y en el mapa de las universidades en Europa.

## Facultades
La universidad está compuesta por las siguientes facultades, organizadas según su año de apertura: 
- Facultad de Filosofía en Novi Sad, fundada en 1954.
- Facultad de Agricultura en Novi Sad, fundada en 1954.
- Facultad de Derecho en Novi Sad, fundada en 1959.
- Facultad de Tecnología en Novi Sad, fundada en 1959.
- Facultad de Ciencias Económicas en Subotica, fundada en 1960.
- Facultad de Ciencias Técnicas en Novi Sad, fundada en 1960.
- Facultad de Medicina en Novi Sad, fundada en 1960.
- Facultad de Ciencias en Novi Sad, fundada en 1969.
- Academia de las Artes en Novi Sad, fundada en 1974.
- Facultad de Ingeniería Civil en Subotica, fundada en 1974.
- Facultad Técnica 'Pupin Mihajlo' en Zrenjanin, fundada en 1974.
- Facultad de Educación Física y el Deporte en Novi Sad, fundada en 1974.
- Facultad de Educación en Sombor, fundada en 1993.
- Formación de profesores en la Facultad de Hungría en Subotica, fundada en 2006.